# بحران مؤسسات مالی و اعتباری ۱۳۹۶
ورشکستگی شماری از موسسات مالی و اعتباری ایران در سال ۱۳۹۶ باعث اعتراض سپرده گذاران این موسسات و تلاش بانک مرکزی ایران و دیگر نهادهای حکومتی این کشور برای حل این بحران شد. از جمله تلاش‌های ناموفق بانک مرکزی ادغام چند مؤسسه در هم بود. قوه قضاییه اقدام به محدود کردن فعالیت و توقیف اموال این مؤسسه‌ها کرد.
این بحران که در دوره ریاست جمهوری حسن روحانی و ریاست ولی‌الله سیف بر بانک مرکزی، نمایان شد، از جایی شروع شد که این مؤسسه‌ها پس از سال ۱۳۹۲ سود پرداختی به سپرده‌ها را افزایش دادند تا بتوانند با جذب سپرده جدید کسری نقدینگی ماهانه شان را جبران کنند.
و همزمان قوه قضاییه و بانک مرکزی، احتمال کسری دارایی آنان را رسانه ای کرد که یورش مردم برای دریافت پولهایشان را در پی داشت. این مسئله باعث کمبود نقدینگی و ورشکستگی موسسات شد و سپرده گذران حتی بعضاً نتوانستند اصل پول خود را دریافت کنند. مالباختگان اقدام به اعتراض و تحصن در برابر نهادهایی چون مجلس کردند. از جمله این مؤسسات عبارتند از «کاسپین»، «ایرانیان»، «افضل توس»، «آرمان وحدت» و ثامن الحجج. مجوز فعالیت این موسسات عمدتاً از جانب وزارت تعاون صادر شده بود و در این میان مؤسسه کاسپین از بانک مرکزی هم مجوز داشته و در زمره موسسات مجاز محسوب می‌شود.
این را می‌توان بحرانی بی‌سابقه در تاریخ بانکداری ایران دانست. اولین بار بود که موسسات مالی و اعتباری که حتی نامشان بعضاً تحت عنوان موسسات مجاز در سایت بانک مرکزی ایران درج شده بود از بازپرداخت سپرده‌های مردم خودداری می‌کردند.
پس از رسانه ای شدن دامنهٔ بحران و شکل‌گیری تجمعات اعتراضی مردم در سال ۱۳۹۲، نمایندگان مجلس شورای اسلامی با اکثریت قاطع آرا ضعف و اهمال بانک مرکزی را محرز دانستند و با اعمال ماده ۲۳۶ آیین‌نامه داخلی مجلس خواستار رسیدگی ویژه و فوری به تخلفات بانک مرکزی و تأثیر آن بر وارد آمدن خسارت به مردم شدند، اما رسیدگی به این مسئله ماه‌ها در قوه قضاییه مسکوت ماند.
همچنین نمایندگان مجلس طرحهایی را برای سؤال از رئیس‌جمهور مطرح کردند که با مخالفت رئیس وقت مجلس، علی لاریجانی، مواجه شد و پس از تعلیق و تعویق طرح سؤال در صحن علنی، لابی‌های دولت مثمر ثمر واقع شد و نمایندگان با گرفتن امتیازاتی به تدریج امضاهای خود را از طرح پس گرفتند و با تقلیل امضاکنندگان نسبت به حد نصاب، این طرح‌ها از دستور کار خارج شدند. این مسئله شائبه معاملات پشت پرده بر سر حقوق مردم را تقویت کرد.
همچنین نمایندگانی از سران سه قوهٔ مجریه، قضائیه و مقننه موظف به پیگیری و هماهنگی در راستای حل و فصل موضوع شدند، اما در حل و فصل بحران چندان کامیاب نبودند.
آثار منفی عدم بازپرداخت سپرده‌های مردم توسط این موسسات به‌طور مستقیم و غیرمستقیم، زندگی میلیونها ایرانی را تحت تأثیر قرار داد که زمینه‌ساز آغاز تظاهرات اعتراضی گسترده در دی ماه ۱۳۹۶ شد.
بانک مرکزی جمهوری اسلامی ایران، با تکیه بر تعداد سپرده‌ها به جای مبلغ سپرده‌ها، با ارائه آمار ضد و نقیضی که مورد انتقاد سپرده گذاران و برخی نمایندگان مجلس بود، سعی در القای پیشرفت موفقیت‌آمیز حل بحران داشت و ادعا نمود با ترهین و توثیق داراییهای غیرمنقول این موسسات، مبالغ سپرده گذاران خرد را با حذف سودها، بازپرداخت نموده است.
این در حالی بود که به فرض ورشکستگی این موسسات، طبق قوانین و فقه و شرع اسلامی، دارایی ورشکسته باید به شکل غرمایی و به تناسب بین بدهکاران توزیع و تقسیم شود و این اقدام عملاً خلاف شرع و غیرقانونی محسوب می‌شد. ضمن آنکه سپرده گذاران با ادعای احراز قصور حاکمیت اساساً با اتکا به اصل ۱۷۱ قانون اساسی و موادی از قانون مجازات اسلامی من جمله ماده ۵۸، خواستار جبران خسارت احتمالی خود توسط دولت بودند.
بر اساس تصمیمات سران سه قوه، به همه سپرده گذاران مبلغ مشخصی از اصل سپرده شان پرداخت شد و اردیبهشت ۱۳۹۷ اعلام گردید که تا سقف یک میلیارد تومان از اصل سپرده‌ها و با حذف سود سپرده، پرداخت خواهد گردید و بازپرداخت مابقی سپرده‌ها منوط به شناسایی داراییهای بیشتر از این موسسات می‌باشد.